# Alexandromenia gulaglandulata
Alexandromenia gulaglandulata is een Solenogastressoort uit de familie van de Amphimeniidae. De wetenschappelijke naam van de soort is voor het eerst geldig gepubliceerd in 2008 door Salvini-Plawen.